# 欧州安全保障研究所
欧州安全保障研究所（おうしゅうあんぜんほしょうけんきゅじょ、英語：European Union Institute for Security Studies、略称：EUISS）は、欧州連合の専門機関のひとつで、フランス共和国パリに所在している。欧州安全保障研究所は西欧同盟（WEU）から欧州連合（EU）への段階的権限以降の後に、西欧同盟安全保障研究所から改組されている。現在は共通外交・安全保障政策の下で活動している。
欧州安全保障研究所は完全な知的自律性を持つ独立機関である。シンクタンクとして欧州連合に関連する安全保障問題を研究し、フォーラムにおいて議論を提供する。欧州連合専門機関として欧州連合外務・安全保障政策上級代表に分析および予測結果を提供する。

## 任務
2001年7月20日の議会共同行動により欧州安全保障研究所が設立される。任務としては共通外交・安全保障政策、特に欧州安全保障・防衛政策（ESDP）の統一の発展に貢献することである。そのため学術研究と政策分析を実行し、セミナーを組織して、各分野で情報およびコミュニケーション活動を実施する。研究所は特に大西洋横断対話に貢献する。これは欧州連合内外の研究機関やシンクタンクとの交流やネットワークを含んでいる。

## 管理と資金調達
欧州対外行動局の公式サイトによると、研究所は欧州連合加盟国のGNP比率に基づく費用分担方式によって管理運営されている。
- 政治・安全保障委員会（PSC） - 政治的監督権の行使。
- 予算編成・管理規則・研究所業務計画承認委員会（上級代表が議長を務める）[2]。

## 調査
欧州安全保障研究所の研究課題は共通安全保障防衛政策を含む共通外交・安全保障政策に関するもので、研究所は以下に示した地域と欧州連合の関係について取り扱っている。 
- アフリカ
- アジア
- 東部地区
- 地中海
- 中東 / 湾岸
- ロシア
- アメリカ合衆国
- 西バルカン（欧州連合はスロベニアを除く旧ユーゴスラビアおよびアルバニアと定義している）

これらの地域に加え、主対処分野として、テロ対策、軍縮と核拡散防止、紛争予防、危機管理、グローバル・ガバナンス、欧州連合の拡大、アラブの春がある。

## コミュニケーション
コミュニケーションとアウトリーチ活動はヨーロッパにおける戦略的議論に貢献するため研究所にとって重要な使命となっている。
常駐研究員によって作成される様々な言語によるレポートなどは各種メディアを通じて配信される。その手段としてコンピューター・ネットワークでは公式サイトとそのプレス発表（ISS Press）をはじめ、Facebook、Twitter、Flickr、Vimeoなどがある。

## 欧州戦略・政策分析システム（ESPAS）
2010年、戦略的研究を実施する欧州連合の機関としての役割を果たすため、欧州戦略・政策分析システムを用意し欧州委員会に分析結果を提供する。